# DNA Films
DNA Films è una casa di produzione cinematografica britannica, fondata da Duncan Kenworthy e Andrew Macdonald.

## Filmografia parziale
- Beautiful Creatures (2000)
- Strictly Sinatra (2001)
- 28 giorni dopo (2002)
- Love Actually - L'amore davvero (2003)
- Un giorno per sbaglio (2005)
- Diario di uno scandalo (2006)
- The History Boys (2006)
- L'ultimo re di Scozia (2006)
- Sunshine (2007)
- 28 settimane dopo (2007)
- Amelia (2009)
- Non lasciarmi (Never Let Me Go) (2010)
- Dredd - Il giudice dell'apocalisse (Dredd) (2012)
- Ex Machina (2015)
- Via dalla pazza folla (Far from the Madding Crowd) (2015)
- T2 Trainspotting, regia di Danny Boyle (2017)
- Annientamento (Annihilation), regia di Alex Garland (2018)
- Civil War, regia di Alex Garland (2024)
- 28 anni dopo (28 Years Later), regia di Danny Boyle (2025)